# Heterallactis euchrysa
Heterallactis euchrysa är en fjärilsart som beskrevs av Edward Meyrick 1886. Heterallactis euchrysa ingår i släktet Heterallactis och familjen björnspinnare. Inga underarter finns listade i Catalogue of Life.